# Манучехр III
Манучехр III (Менучихр) — царь Персиды во второй половине II века.
Манучехр III был царём Персиды — вассальным властителем в Парфянской державе. По мнению авторов Ираники, отцом правившего во второй половине II века Манучехра III мог быть Манучехр II. Преемником Манучехра III стал его сын Артаксеркс IV.
Для нумизматического материала Манучехра III, как и для нескольких предшествующих ему царей Персиды из «семейства Манучехра», характерно наличие изображения лица правителя на только на аверсе, но и на реверсе монет. По замечанию иранского исследователя Х. Резахани, бюст царя окружён ореолом солнечных лучей — знаком Митры, что может свидетельствовать об особом интересе к этому богу.